# Bezirk Kałusz
Bezirk Kałusz – dawny powiat (Bezirk) kraju koronnego Królestwo Galicji i Lodomerii, funkcjonujący w latach 1854–1867. Siedzibą starostwa było miasto Kałusz.

## Historia
Bezirk Kałusz utworzono w ramach reformy uwłaszczeniowej z okresu Wiosny Ludów (1848–1849), która likwidowała jurysdykcję właściciela ziemskiego nad poddanymi. W Galicji, dominium – jako podstawowa jednostka administracyjna i filar systemu feudalnego straciło rację bytu. Konieczne stało się zatem wprowadzenie nowego systemu administracyjnego, którego zręby powstały w latach 1851–1855. Nowy trójstopniowy podział administracyjny objął 21 cyrkułów (niem. Kreise), 179 małych powiatów (niem. Bezirke) i ponad 6000 gmin (niem. Gemeinde).
Bezirk Kałusz objął obszar o wielkości 12,2 mil², zamieszkany przez 38.801 ludzi i podzielony na 35 gmin katastralnych, w tym jedno miasto (Kałusz). Wszedł w skład cyrkułu stryjskiego, jako jeden z jego dziewięciu powiatów. Był to region górski o bardzo podłużnych i stosunkowo wąskich wymiarach, sięgający na samym południu (przez gminę Jasień) po Zalitawię. W kolejnych latach (przed 1867) do Bezirk Kałusz przeniesiono gminę Podhorki z Bezirk Woyniłów.
Po nadaniu Galicji autonomii oraz powołaniu samorządu gminnego i powiatowego w 1865 zlikwidowano cyrkuły (Kreise). Dotychczasowe małe powiaty (Bezirke) w liczbie 179, utrzymały się do 1867 roku, kiedy to w następstwie kolejnej reformy administracyjnej (23 stycznia 1867) zostały zastąpione przez 74 większych powiatów. Obszar zniesionego Bezirk Kałusz wszedł wtedy w całości w skład nowego powiatu kałuskiego.

## Podział administracyjny (1854)
| Lp. | Gmina jednostkowa                 | Powierzchnia | Ludność | Powiat w 1867 po zniesieniu |
| --- | --------------------------------- | ------------ | ------- | --------------------------- |
| 1   | Kałusz (M) z Neu-Kałuszem i Banią | 120000       | 7341    | kałuski                     |
| 2   | Berłohy                           | 120000       | 1053    | kałuski                     |
| 3   | Topolsko                          | 120000       | 377     | kałuski                     |
| 4   | Równia i Sloboda Równiańska       | 120000       | 1005    | kałuski                     |
| 5   | Kadobna                           | 120000       | 727     | kałuski                     |
| 6   | Pójło                             | 120000       | 1061    | kałuski                     |
| 7   | Dołhe                             | 120000       | 549     | kałuski                     |
| 8   | Kopanki                           | 120000       | 928     | kałuski                     |
| 9   | Mościska                          | 120000       | 810     | kałuski                     |
| 10  | Kropiwnik                         | 120000       | 1049    | kałuski                     |
| 11  | Siwka                             | 120000       | 695     | kałuski                     |
| 12  | Ugartsthal                        | 120000       | 924     | kałuski                     |
| 13  | Grabówka                          | 120000       | 628     | kałuski                     |
| 14  | Petranka                          | 120000       | 1704    | kałuski                     |
| 15  | Krasne                            | 120000       | 1326    | kałuski                     |
| 16  | Łdziany                           | 120000       | 605     | kałuski                     |
| 17  | Kamień                            | 120000       | 1008    | kałuski                     |
| 18  | Niebyłów i Słoboda Niebyłowska    | 120000       | 1706    | kałuski                     |
| 19  | Przysłup                          | 120000       | 519     | kałuski                     |
| 20  | Majdan                            | 120000       | 354     | kałuski                     |
| 21  | Jasień                            | 120000       | 1897    | kałuski                     |
| 22  | Nowica                            | 120000       | 2250    | kałuski                     |
| 23  | Śliwki                            | 120000       | 789     | kałuski                     |
| 24  | Landestreu                        | 120000       | 402     | kałuski                     |
| 25  | Uhrynów Stary, Nowy i Średni      | 120000       | 1382    | kałuski                     |
| 26  | Zawój                             | 120000       | 858     | kałuski                     |
| 27  | Rypianka                          | 120000       | 427     | kałuski                     |
| 28  | Jaworówka                         | 120000       | 225     | kałuski                     |
| 29  | Podmichale                        | 120000       | 1912    | kałuski                     |
| 30  | Dobrowlany                        | 120000       | 652     | kałuski                     |
| 31  | Zagórze                           | 120000       | 396     | kałuski                     |
| 32  | Mysłów                            | 120000       | 724     | kałuski                     |
| 33  | Wistowa                           | 120000       | 746     | kałuski                     |
| 34  | Bereźnica Szlachecka              | 1500         | 1010    | kałuski                     |
| 35  | Chocin                            | 1000         | 762     | kałuski                     |

Objaśnienie:
(M) = miasto; (m) = miasteczko